# Élections sénatoriales de 2014 dans l'Ardèche
Les élections sénatoriales de 2014 en Ardèche eurent lieu le dimanche 28 septembre 2014. Leur objet fut d'élire les deux sénateurs représentant le département au Sénat pour un mandat de six années.

## Contexte départemental
Lors des Élections sénatoriales de 2008 dans l'Ardèche, deux sénateurs ont été élus au scrutin majoritaire: Yves Chastan et Michel Teston, tous deux socialistes. Ni l'un ni l'autre ne brigue un nouveau mandat en 2014. 
Depuis 2008, le collège électoral, constitué des grands électeurs que sont les sénateurs sortants, les députés, les conseillers régionaux, les conseillers généraux et les délégués des conseils municipaux, a été largement renouvelé par des élections législatives de 2012 qui ont le PS remporter les trois circonscriptions du département, les élections régionales de 2010 qui ont conforté la majorité de gauche au conseil régional de Rhône-Alpes, les élections cantonales de 2011 qui ont conforté large majorité de gauche au conseil général, et surtout les élections municipales de 2014 qui ont vu un très net recul de la gauche qui perd notamment Privas, Saint-Péray, Bourg-Saint-Andéol, La Voulte-sur-Rhône, Viviers soit cinq des onze communes de plus de 3 500 hab., les plus pourvoyeuses en grands électeurs. Parmi ces onze communes, la droite en contrôle dorénavant neuf contre quatre en 2008.

## Rappel des résultats de 2008
| Candidat et parti politique | Candidat et parti politique | Candidat et parti politique | Premier tour | Premier tour | Second tour | Second tour |
| Candidat et parti politique | Candidat et parti politique | Candidat et parti politique | Voix         | %            | Voix        | %           |
| --------------------------- | --------------------------- | --------------------------- | ------------ | ------------ | ----------- | ----------- |
|                             | Michel Teston               | PS                          | 516          | 53,58        |             |             |
|                             | Jacques Genest              | UMP                         | 423          | 43,93        | 473         | 49,68       |
|                             | Yves Chastan                | PS                          | 320          | 33,23        | 479         | 50,32       |
|                             | Pierre Giraud               | DVD                         | 293          | 30,43        |             |             |
|                             | François Jacquart           | PCF                         | 93           | 9,66         |             |             |
|                             | Jean-Pierre Bardine         | PCF                         | 50           | 5,19         |             |             |
|                             | Jean-Claude Mourgues        | Verts                       | 43           | 4,47         |             |             |
|                             | François Louvet             | Verts                       | 38           | 3,95         |             |             |
|                             | Véronique Gathercole        | FN                          | 7            | 0,73         |             |             |
|                             |                             |                             |              |              |             |             |
| Inscrits                    | Inscrits                    | Inscrits                    | 981          | 100,00       | 981         | 100,00      |
| Abstentions                 | Abstentions                 | Abstentions                 | 13           | 1,33         | 11          | 1,12        |
| Votants                     | Votants                     | Votants                     | 968          | 98,67        | 970         | 98,88       |
| Blancs et nuls              | Blancs et nuls              | Blancs et nuls              | 5            | 0,52         | 18          | 1,86        |
| Exprimés                    | Exprimés                    | Exprimés                    | 963          | 99,48        | 952         | 98,14       |

## Sénateurs sortants
| Sénateur | Sénateur      | Parti | Fonctions lors de l'élection en 2008 |
| -------- | ------------- | ----- | ------------------------------------ |
|          | Yves Chastan  | PS    | Conseiller général, maire de Privas  |
|          | Michel Teston | PS    | Sénateur sortant, conseiller général |

## Collège électoral
En application des règles applicables pour les élections sénatoriales françaises, le collège électoral appelé à élire les sénateurs de l'Ardèche en 2014 se compose de la manière suivante :
| Délégués des communes                                                                         |                        |                       |                       |          |                     |
|                                                                                               | Conseillers municipaux | Délégués / commune    | Communes concernées   | Délégués | % collège électoral |
| Délégués des communes de moins de 9 000 habitants                                             |                        |                       |                       |          |                     |
| - communes de < 100 habitants                                                                 | 7                      | 1                     | 23                    | 23       | 2,30%               |
| - communes de < 500 habitants                                                                 | 11                     | 1                     | 162                   | 162      | 16,17%              |
| - communes de < 1 500 habitants                                                               | 15                     | 3                     | 100                   | 300      | 29,94%              |
| - communes de < 2 500 habitants                                                               | 19                     | 5                     | 31                    | 155      | 15,47%              |
| - communes de < 3 500 habitants                                                               | 23                     | 7                     | 9                     | 63       | 6,29%               |
| - communes de < 5 000 habitants                                                               | 27                     | 15                    | 2                     | 30       | 2,99%               |
| - communes de < 9 000 habitants                                                               | 29                     | 15                    | 5                     | 75       | 7,49%               |
| Délégués des communes de 9 000 à 29 999 habitants                                             |                        |                       |                       |          |                     |
| - communes de < 10 000 habitants                                                              | 29                     | 29                    | 0                     | 0        | 0,00%               |
| - communes de < 20 000 habitants                                                              | 33                     | 33                    | 4                     | 132      | 13,17%              |
| - communes de < 30 000 habitants                                                              | 35                     | 35                    | 0                     | 0        | 0,00%               |
| Délégués des communes bénéficiant des dispositions particulières pour les communes fusionnées |                        |                       |                       |          |                     |
| Saint-Pierre-Saint-Jean, Berrias-et-Casteljau, Les Vans                                       |                        |                       | 3                     | 14       | 1,40%               |
| Délégués des communes                                                                         | Délégués des communes  | Délégués des communes | Délégués des communes | 954      | 95,21%              |
| Conseillers généraux                                                                          | Conseillers généraux   | Conseillers généraux  | Conseillers généraux  | 33       | 3,29%               |
| Conseillers régionaux                                                                         | Conseillers régionaux  | Conseillers régionaux | Conseillers régionaux | 10       | 1,00%               |
| Députés                                                                                       | Députés                | Députés               | Députés               | 3        | 0,30%               |
| Sénateurs                                                                                     | Sénateurs              | Sénateurs             | Sénateurs             | 2        | 0,20%               |
| Total                                                                                         | Total                  | Total                 | Total                 | 1002     | 100,00%             |

1. ↑  Dans les communes de moins de 9 000 le conseil municipal élit en son sein des délégués dont le nombre dépend de la taille de la commune.
2. ↑  Dans les communes de 9 000 à 29 999 habitants, tous les conseillers municipaux sont délégués. Il n'y a pas de délégués supplémentaires
3. ↑  « Dans le cas où le conseil municipal est constitué par application des articles L. 2113-6 et L. 2113-7 du code général des collectivités territoriales relatif aux fusions de communes dans leur rédaction antérieure à la loi no 2010-1563 du 16 décembre 2010 de réforme des collectivités territoriales, le nombre de délégués est égal à celui auquel les anciennes communes auraient eu droit avant la fusion. » (Code électoral, article L284)

## Présentation des candidats
Les nouveaux représentants sont élus pour une législature de 6 ans au suffrage universel indirect par les grands électeurs du département. En Ardèche, les deux sénateurs sont élus au scrutin majoritaire à deux tours. Ils sont 9 candidats dans le département, chacun avec un suppléant.
| N°  | Candidats | Candidats             | Parti | Principales fonctions                               |
| --- | --------- | --------------------- | ----- | --------------------------------------------------- |
| T01 |           | Jérôme Gros           | DVG   | Conseiller général                                  |
| S01 |           | Claudette Rosié       | DVG   |                                                     |
| T02 |           | Christian Grangis     | FN    | Conseiller régional, conseiller municipal de Privas |
| S02 |           | Isabelle François     | FN    | Conseillère municipale d'Annonay                    |
| T03 |           | Hervé Saulignac       | PS    | Président du conseil général, conseiller régional   |
| S03 |           | Céline Bonnet         | PS    | Maire de Boulieu-lès-Annonay                        |
| T04 |           | Maurice Weiss         | PRG   | Conseiller général, maire de Saint-Agrève           |
| S04 |           | Bérengère Bastide     | PS    | Maire de Chambonas                                  |
| T05 |           | François Jacquart     | PCF   | Conseiller régional                                 |
| S05 |           | Nathalie Malet-Torres | PCF   | Maire de Saint-Étienne-de-Serre                     |
| T06 |           | Jacques Genest        | UMP   | Conseiller général, maire de Coucouron              |
| S06 |           | Catherine André       | UMP   | Adjointe au maire de Tournon-sur-Rhône              |
| T07 |           | Mathieu Darnaud       | UMP   | Conseiller régional, maire de Guilherand-Granges    |
| S07 |           | Huguette Anjolras     | UMP   | Adjointe au maire de Largentière                    |
| T08 |           | Hervé Ozil            | EELV  | Maire de Lagorce                                    |
| S08 |           | Véronique Rousselle   | EELV  | Conseillère régionale                               |
| T09 |           | Magalie Margotton     | EELV  | Conseillère municipale de Saint-Paul-le-Jeune       |
| S09 |           | Christophe Jourdain   | EELV  |                                                     |

## Résultats
| Candidat et parti politique | Candidat et parti politique | Candidat et parti politique | Premier tour | Premier tour | Second tour | Second tour |
| Candidat et parti politique | Candidat et parti politique | Candidat et parti politique | Voix         | %            | Voix        | %           |
| --------------------------- | --------------------------- | --------------------------- | ------------ | ------------ | ----------- | ----------- |
|                             | Jacques Genest              | UMP                         | 493          | 50,25        |             |             |
|                             | Mathieu Darnaud             | UMP                         | 480          | 48,93        | 488         | 50,41       |
|                             | Hervé Saulignac             | PS                          | 416          | 42,41        | 442         | 45,66       |
|                             | Maurice Weiss               | PRG                         | 252          | 25,69        |             |             |
|                             | François Jacquart           | PCF                         | 98           | 9,99         |             |             |
|                             | Magalie Margotton           | EELV                        | 54           | 5,50         | 25          | 2,58        |
|                             | Christian Grangis           | FN                          | 33           | 3,36         | 13          | 1,34        |
|                             | Hervé Ozil                  | EELV                        | 32           | 3,26         |             |             |
|                             | Jérôme Gros                 | DVG                         | 12           | 1,22         |             |             |
|                             |                             |                             |              |              |             |             |
| Inscrits                    | Inscrits                    | Inscrits                    | 1 002        | 100,00       | 1 002       | 100,00      |
| Abstentions                 | Abstentions                 | Abstentions                 | 9            | 0,90         | 10          | 1,00        |
| Votants                     | Votants                     | Votants                     | 993          | 99,10        | 992         | 99,00       |
| Blancs                      | Blancs                      | Blancs                      | 9            | 0,91         | 14          | 1,41        |
| Nuls                        | Nuls                        | Nuls                        | 3            | 0,30         | 10          | 1,01        |
| Exprimés                    | Exprimés                    | Exprimés                    | 981          | 98,79        | 968         | 97,58       |